# Aaron Kuhl
Aaron John Kuhl (* 30. Januar 1996 in Bath) ist ein englischer Fußballspieler.  

## Karriere

### Verein
Aaron Kuhl wurde als Sohn des ehemaligen Fußballprofis Martin Kuhl in Bath, einer Stadt der im Westen von England gelegenen Grafschaft Somerset geboren. Während dieser Zeit spielte sein Vater, der über 500 Pflichtspiele im englischen Profifußball absolviert hatte, im etwa 20 km entfernten Bristol für den dortigen Verein Bristol City. Im Jahr 2008 trat Aaron der Youth Academy des FC Reading bei. Für diese spielte der Mittelfeldspieler bis zum Jahr 2014. Im Dezember 2013 hatte er bereits einen Zweijahresvertrag als Profi unterschrieben. Im August 2014 debütierte Kuhl für den Zweitligisten in der Partie gegen Huddersfield Town als ihn Teammanager Nigel Adkins für den Jamaikaner Shaun Cummings einwechselte. Bereits am nächsten Spieltag stand er in der Startelf der Royals im Spiel gegen Nottingham Forest. Bis zum Saisonende kam Kuhl sechsmal zum Einsatz, darunter dreimal als Einwechselspieler. Sowohl unter Nigel Adkins der im Dezember 2014 entlassen wurde, als auch unter seinem Nachfolger Steve Clarke kam er zu seinen Einsätzen. Im September 2015 wurde der 19-jährige Kuhl an den schottischen Erstligisten Dundee United verliehen. Im Dezember kehrte er zurück nach Reading.

### Nationalmannschaft
Aaron Kuhl debütierte im Jahr 2015 in der englischen U-19 und U-20 Auswahl. Für die U-19 spielte Kuhl erstmals im März 2015 gegen Aserbaidschan, und in der U-20 gegen Tschechien im September 2015.